# Неверкузен
Неверкузен (англ. Neverkusen, нім. Vizekusen) — глузливе прізвисько німецької футбольної команди Баєр 04 Леверкузен, яке було поширене у футбольному жаргоні та спортивній журналістиці. Воно виникло близько 2000 року, коли «Баєр Леверкузен» зарекомендував себе як провідна команда, але після кількох успіхів у 1990-х роках (Кубок УЄФА 1988, Кубок Німеччини 1993, DFB-Hallen-Masters 1994) до 2024 року (перемога в чемпіонаті Німеччини) не здобув жодного першого місця у численних національних та міжнародних змаганнях. Друге місце в німецькій мові часто називають «віце-» (нім. Vize-). Материнська компанія клубу, Bayer AG, зареєструвала цей термін, що використовується також із самоіронією, як зареєстровану торгову марку.

## Виникнення
Перед останнім, 34-м туром сезону Бундесліги 1999—2000 «Баєр Леверкузен» мав перевагу в три очки над Баварією Мюнхен, але втратив титул чемпіона, зокрема через автогол Міхаеля Баллака у матчі проти новачка ліги Унтергахінг. Цей матч, що відбувся 20 травня 2000 року, вважається початком міфу про «Неверкузен». Німецький футбольний союз у своїй тижневій програмі у травні 2012 року назвав 15 травня 2002 року, фінал Ліги чемпіонів УЄФА, моментом народження терміну «Неверкузен».
Численні фінали без здобуття титулу в сезоні 2001—2002 значно сприяли популяризації цього терміну. «Баєр Леверкузен» став однією з шести німецьких команд (поряд із Баварією Мюнхен, Боруссією Дортмунд, Гамбургом, Боруссією Менхенгладбах та Айнтрахтом Франкфурт), які досягали фіналу Ліги чемпіонів або Кубка європейських чемпіонів. У сезоні 2001—2002 «Баєр» дійшов до фіналу Ліги чемпіонів, а також боровся за перше місце в Бундеслізі та Кубку Німеччини, але в усіх трьох турнірах посів друге місце, ставши першою німецькою командою, яка досягла такого результату. Після цього команда зіткнулася з серйозними труднощами і в наступному сезоні боролася за виживання в лізі. Міхаелю Баллаку приписували образ «вічного другого», який нібито регулярно зазнавав невдач у ключових матчах, особливо на міжнародному рівні.
Баллак разом із Берндом Шнайдером, Карстеном Рамеловим, Олівером Нойвіллем та Гансом-Йоргом Буттом також програв фінал чемпіонату світу 2002 у складі збірної Німеччини проти Бразилії в Японії та Південній Кореї. Таким чином, ці гравці здобули свій четвертий віце-титул у сезоні. Бразилець Лусіо став єдиним гравцем «Баєра», який у сезоні 2001—2002 здобув титул.

## Переносне використання
Термін «Неверкузен» неодноразово з’являвся в загальнонаціональній пресі та використовувався для опису подібних явищ в інших клубах. У 2012 році, коли Баварія Мюнхен посіла друге місце в Лізі чемпіонів, Бундеслізі та Кубку Німеччини, преса говорила про рік втрачених можливостей для мюнхенського клубу, використовуючи терміни «синдром Неверкузена» або, з посиланням на Web 2.0, «Неверкузен 2.0». Через труднощі, з якими зіткнувся «Баєр» після програних фіналів, Баварія заговорила про «стигму Неверкузена», яку необхідно якнайшвидше позбутися. Водночас журнал Kicker-Sportmagazin розглядав цей атрибут позитивно. Конкуренти в лізі, зокрема «Баварія», намагалися використати цей глузливий термін, щоб дестабілізувати «Баєр».
У 2010 році Süddeutsche Zeitung назвала «Баєр» «Непереможнимкузеном» (нім. Unbesiegbarkusen), коли команда залишилася непереможною в 24 матчах поспіль, але так і не виграла чемпіонат.
Перед Євро-2012 висловлювалися побоювання, що «синдром Неверкузена» або «Віце-Баварії» може вплинути на гравців відповідних клубів у складі національної збірної, як це було під час чемпіонату світу 2002.

## Правові аспекти
Материнська компанія «Баєра», Bayer AG, у 2010 році зареєструвала термін «Неверкузен» як словесну торгову марку в Німецькому патентному та марковому відомстві в Мюнхені, щоб, за власними словами, «запобігти зловживанням». Використання прав захисту, зокрема для термінів «Неверкузен» та «Піллендрер» (нім. Pillendreher), вважається частиною продуманої та самоіронічної маркетингової стратегії Bayer AG. Торгова марка «Майстеркузен» (нім. Meisterkusen), захищена до 1 березня 2020 року, не принесла успіху після других місць у сезонах 1997, 1999, 2000, 2002 та 2011. Під час чемпіонату 2024 року ця торгова марка була скасована за ініціативою власника, Bayer 04 Leverkusen Fußball GmbH, ще за чотири роки до цього.

## Інші згадки
У 2012 році Клаус Гельтценбайн прокоментував у 2012 році вихід у Бундеслігу клубу Гройтер Фюрт під заголовком «Коли приходять Неверкузен і ліниві велетні», відзначивши підйом провінційних клубів порівняно з великими міськими командами, які, на його думку, переоцінюють себе.
Наприкінці сезону 2000—2001 деякі спортивні журналісти присвоїли Шальке 04 більш дружній титул «Майстер сердець». Як і «Баєр», «Шальке» втратив титул чемпіона в останньому турі, подібно до сезонів 2004—2005, 2006—2007 та 2009—2010. «Шальке» та «Баєр» до 2024 року були єдиними клубами в історії Бундесліги, які частіше одного разу ставали віце-чемпіонами, не здобувши титулу. «Шальке» посідав друге місце сім разів, «Баєр» — п’ять. Проте «Шальке» ще до заснування Бундесліги сім разів ставав чемпіоном Німеччини. «Баєр» здобув свій перший чемпіонський титул у 2024 році.
Невдалі спроби «Баєра» виграти титул під назвою «Неверкузен» згадувалися в кількох англійських книгах, де їх порівнювали з класичною трагедією та долею Сізіфа.